# Hera (Marvel Comics)
Hera es una deidad ficticia que aparece en cómics estadounidenses publicados por Marvel Comics. El personaje se basa en la diosa griega del mismo nombre. Hera apareció por primera vez en las páginas de Thor # 129, escrita por Stan Lee y dibujada por Jack Kirby.

## Biografía del personaje ficticio
Hera es la reina del panteón olímpico y esposa de Zeus. Neptuno y Plutón son sus hermanos, Deméter y Vesta son sus hermanas, y Ares, Hefesto y Hebe son sus hijos, todos de Zeus. Ella nació en la isla de Samos, y ahora reside con el resto del panteón en el Olimpo.
Hera estaba presente en el momento de un pacto hecho hace un milenio para terminar la guerra entre Asgard y el Olimpo. También se reveló que estuvo presente durante la Guerra de Troya. Cuando Hércules fue gravemente herido luchando contra los Maestros del Mal, Zeus culpó a los Vengadores por su condición. Hera buscó ayudar a los Vengadores en el Olimpo contra la ira de Zeus. Más tarde, Hera desafió a Ares a un concurso para ver quién podría causar más dolor a Hércules. Ella comenzó un complot contra Hércules en relación con su creciente amor por la mortal Taylor Madison.
Ella apareció como la principal antagonista en The Incredible Hercules. Tras la muerte de Zeus, ella hereda tanto su rayo como la dirección del Panteón. En alianza con Plutón, adquiere a la fuerza la participación de Poseidón en la corporación Olympus y expulsa del Panteón a todos los hijos de Zeus que se reúnen con Apolo, Artemisa y Hefesto, y promete dedicar todos sus esfuerzos a matar a Hércules y Atenea.
Ella es la directora general del Grupo Olimpo, una megacorporación cuyas filiales incluyen Excello Soap Company, que patrocinó el concurso que ubicó a Cho. En el proceso de su guerra contra Hércules y Atenea, se ganó la enemistad de Norman Osborn, quien la vio como una rival de negocios, pero luego se alió con ella. Ella le ordena a Huntsman asesinar al superhéroe Aegis y robarle su peto mágico. Luego le da el peto a Tifón.
Descubriendo la traición de su hija Hebe, la atacó y la obligó a huir en busca de Hércules. Más tarde se reveló que Hera fue responsable indirectamente de la muerte de los padres de Amadeus Cho, ya que ayudó a un mortal Pitágoras Dupree a matar a posibles rivales, a fin de fastidiar a Atenea. Ahora planea desatar un arma desconocida llamada Continuum sobre el mundo para exterminar a la humanidad por cuarta vez. También se ha revelado que está involucrada sexualmente con Tifón.
En otra parte, enojada con el descuido de su hijo Ares por sus responsabilidades como olímpico, ella arregló una trampa para él y un escuadrón de soldados humanos, prometiéndole al hijo fallecido de Ares, Kyknos, el lugar de su padre como Dios de la Guerra si Kyknos podía matarlo.
Hera expande su Grupo Olimpo restaurando a su Argos Panoptes donde operó el programa de vigilancia de Nuevo Olimpo llamado Panopticon, restaurando a Aracne a un estado parecido a un drider para proteger el Nuevo Olimpo, resucitó la Quimera para ayudar a un Cíclope y algunos Guerreros Esqueleto a cuidando las cavernas debajo del Nuevo Olimpo, e incluso obteniendo la obediencia de Lamia para ayudar a sus sirvientes a luchar contra Hércules y los Poderosos Vengadores en su nombre.
El arma Continuum de Hera se revela como un dispositivo para recrear el universo en una versión mejorada, destruyendo el existente en el proceso. Hércules y Atenea reúnen a un grupo de Vengadores para detener a Hera, incluido el renacido Zeus. Se oponen a los inventos de Hephastaus y las fuerzas de Hera, que incluyen a Argus y Aracne. El conocimiento del regreso de Zeus aturde a Hera, y Zeus logra convencerla de detener la máquina de Continuum. Sin embargo, Tifón revela que ahora está libre del control de las bandas utilizadas para controlarlo, se resiste al rayo usado contra él, y mata a Hera, al volarle la cabeza, y a Zeus. Las almas de los dos dioses se ven en compañía de Thanatos, el Dios de la Muerte, reunidos y llevados al inframundo.
Durante la historia de la Guerra del Caos, Hera se encuentra entre los muertos lanzados por Plutón para defender el Inframundo de las fuerzas de Amatsu-Mikaboshi. Hera se ve luego entre los dioses que están esclavizados por Amatsu-Mikaboshi.
Después de la pelea con Amatsu-Mikaboshi, Hera vuelve a estar entre los vivos.

## Poderes y habilidades
Hera posee los poderes típicos de un olímpico, incluida la fuerza sobrehumana, la velocidad, la durabilidad y los reflejos; cambio de forma, teletransportación y viajes interdimensionales. Ella es también una excelente estratega.
Hera cabalga sobre carros místicos construidos por Hefesto. Son atraídos por caballos mágicos y son capaces de volar y atravesar las dimensiones.
Después de la muerte de Zeus, ella hereda su posición y empuña su rayo.

## Otras versiones
En un futuro alternativo, Hera y los otros olímpicos abandonan el Olimpo en el siglo 23, dejando a Hércules allí para engendrar una nueva raza de dioses.